# Disneymania 5
DisneyMania 5 és el cinquè disc de la sèrie de DisneyMania. Es va estrenar el 27 de març del 2007. L'àlbum ofereix quatre de les estrelles de High School Musical, Ashley Tisdale, Vanessa Hudgens, Lucas Grabeel, Corbin Bleu i Drew Seeley. L'àlbum ofereix altres estrelles relacionades amb Disney. L'àlbum va quedar a la cartellera 200 en posició 14 amb vendes de 44.000 unitats, el principi més alt per a un àlbum de Disneymania fins a la data. Ha venut des de llavors 159.838 unitats.

## Cançons
1. Miley Cyrus - "Part of Your World" (The Little Mermaid)
2. Corbin Bleu - "Two Worlds" (Tarzan)
3. The Cheetah Girls - "So This Is Love" (La Ventafocs)
4. Jonas Brothers - "I Wanna Be Like You" (El llibre de la selva)
5. Jordan Pruitt - "When She Loved Me" (Toy Story 2)
6. Ashley Tisdale - "Kiss the Girl" (The Little Mermaid)
7. T-Gangers - "The Second Star to the Right" (Peter Pan)
8. Hayden Panettiere - "Cruella de Vil" (101 dàlmates)
9. Vanessa Hudgens - "Colors of the Wind" (Pocahontas)
10. Lucas Grabeel - "Go the Distance" (Hèrcules)
11. B5 - "The Siamese Cat Song" (La dama i el rodamón)
12. Everlife - "Reflection" (Mulan)
13. The Go-Go's - "Let's Get Together" (The Parent Trap)
14. Keke Palmer - "True to Your Heart" (Mulan)
15. Drew Seeley - "Find Yourself" (Cars)

## Charts
| Chart (2007)   | Posició |
| -------------- | ------- |
| Billboard 200  | 14      |
| Top Kids Audio | 1       |

## Singles
1. "Kiss the Girl" - Ashley Tisdale (#81 US)
2. "The Second Star to the Right" - T-Gangers
3. "So This Is Love" - The Cheetah Girls